# Sotto il segno del pericolo
Sotto il segno del pericolo (Clear and Present Danger) è un film del 1994 diretto da Phillip Noyce. È la terza pellicola a portare sul grande schermo il personaggio di Jack Ryan.

## Trama
Una motovedetta della guardia costiera degli Stati Uniti ferma uno yacht sospetto e trova a bordo i corpi senza vita di un uomo d'affari statunitense e degli altri membri della sua famiglia, uccisi dagli uomini che operavano sull'imbarcazione. L'uomo assassinato si scopre essere un vecchio amico del presidente degli Stati Uniti. Il presidente Bennett viene a sapere che l'uomo è stato ucciso per aver sottratto oltre 650 milioni di dollari a un cartello della droga al quale era legato. Il presidente dice a James Cutter, il suo consigliere alla sicurezza nazionale, che i cartelli della droga colombiani rappresentano un pericolo reale e attuale per la sicurezza nazionale degli Stati Uniti, dando il permesso ufficioso a Cutter di combattere gli uomini responsabili della morte del suo amico.
Jack Ryan è appena stato nominato vice direttore dell'intelligence quando al suo amico, mentore e capo, l'ammiraglio James Greer, viene diagnosticato un cancro al pancreas. Dopo la nomina a Ryan viene chiesto di presentarsi davanti al congresso per chiedere un ulteriore stanziamento di 70 milioni di dollari in favore delle operazioni d'intelligence che la CIA sta portando avanti in Colombia. Il congresso approva il finanziamento e Ryan dà la sua parola che il denaro non verrà mai utilizzato per finanziare operazioni militari clandestine.
Al fine di mantenere Ryan all'oscuro di tutto, Cutter si rivolge al vicedirettore alle operazioni della CIA Robert Ritter e gli fornisce un documento ufficiale che lo autorizza ad agire come meglio crede al fine di combattere il cartello colombiano. Ritter mette insieme una squadra per operazioni clandestine con l'aiuto di John Clark, un agente segreto sul campo. Clark e la sua squadra si dirigono in Colombia e incominciano a colpire le bande del cartello, il loro apparato di distribuzione e gli impianti nascosti della giungla in cui viene prodotta la droga.
A capo di una delle bande del cartello di Cali, c'è Ernesto Escobedo. Furioso per aver perso più di 650 milioni di dollari sottrattigli per effetto del congelamento dei beni, Escobedo incarica il suo ufficiale dei servizi segreti, Félix Cortez, di risolvere il problema. Cortez, un ex colonnello dei servizi segreti militari cubani, grazie alla  relazione che intrattiene con la segretaria del direttore dell'FBI Emil Jacobs, Moira Wolfson, viene a sapere che Jacobs è in visita in Colombia per negoziare con il procuratore generale del posto il recupero del denaro congelato.
Ignaro di queste trattative segrete, Ryan si ritrova coinvolto nell'attacco organizzato da Cortez al convoglio che trasporta Jacobs e il suo staff. Ryan è l'unico a sopravvivere all'attentato. Nel frattempo Cortez si reca negli Stati Uniti e uccide Moira per coprire le sue tracce. Il suo scopo è quello di mettere i leader del cartello gli uni contro gli altri e poter assumere il controllo del cartello di Cali al termine della guerra tra le fazioni.
In rappresaglia all'assassinio di Jacobs, Cutter ordina il bombardamento della villa dove si erano riuniti i maggiori capi del cartello. L'attacco va a segno e uccide quasi tutti i leader del cartello. L'episodio viene interpretato dai media e dagli altri osservatori come un attentato organizzato da un signore della droga rivale ed eseguito tramite un'autobomba. Escobedo e Cortez scampano fortunosamente al bombardamento e proprio quest'ultimo in Colombia scopre parallelamente a Ryan negli USA, che ci sono gli americani dietro al falso attentato.
Cortez propone un accordo a Cutter: Cortez assassinerà Escobedo e una volta preso il controllo del cartello, ridurrà le spedizioni di droga verso gli Stati Uniti e garantirà importanti arresti alle forze di polizia americane, facendo passare gli Stati Uniti per vincitori nella guerra contro la droga. In cambio, Cutter cesserà ogni operazione in Colombia e permetterà a Cortez di catturare e uccidere i soldati di Clark. Cutter accetta e ordina a Ritter di distruggere le prove e tagliare ogni comunicazione e supporto alle truppe in Colombia.
Ryan apprende dell'incontro tra Cutter e Cortez. Sospettando di Ritter, si introduce nel suo computer e scopre il lavoro che Cutter e lo stesso Ritter avevano portato avanti in Colombia. Mentre cancella i file contenenti le prove, Ritter si accorge dell'intrusione di Ryan nel suo computer e i due si ritrovano a discutere faccia a faccia. Ritter dice a Ryan che ha un permesso scritto da parte del Presidente che gli permetteva di fare tutto il necessario per sconfiggere il cartello di Cali, e allo stesso modo Cutter. Jack sarà quindi l'unico incolpato della vicenda, in quanto non gode di alcun permesso speciale ed è stato lui stesso a ottenere dal congresso i finanziamenti che hanno reso possibili le operazioni colombiane.
Greer soccombe al cancro e mentre ha luogo il funerale, in Colombia viene teso un agguato alla squadra delle operazioni clandestine. Ryan va in Colombia per trovare John Clark e salvare i soldati. Ritter e Cutter a conoscenza di questo piano dicono a Clark che è Ryan il responsabile della chiusura delle operazioni. Clark arriva quasi a uccidere Ryan prima di convincersi che i veri responsabili sono Ritter e Cutter.
Clark assume un pilota statunitense in pensione e Ryan acquista un vecchio elicottero Bell 412. I tre raggiungono il luogo dove i soldati americani sono stati attaccati e trovano il cecchino della squadra, Domingo Chavez, che dice loro che due membri della sua unità sono tenuti prigionieri mentre tutti gli altri sono morti. Ryan si presenta al palazzo di Escobedo e porta le prove del tradimento di Cortez. Mentre Cortez discute con Escobedo, uno dei suoi uomini uccide il capo del cartello assieme ai suoi scagnozzi e muore a sua volta per mano di Chavez. Ryan, Clark e Chavez salvano i prigionieri, uccidono Cortez e riescono a fuggire.
Tornato in patria, Ryan affronta il presidente, il quale gli propone di tenere la bocca chiusa in cambio di favori. Se non accetterà Ryan e l'ammiraglio Greer diventeranno i capri espiatori della vicenda. Ryan dice al presidente che intende informare il congresso anche se ciò comprometterà la sua carriera. 
Il film si chiude con Ryan che comincia la sua deposizione davanti alla commissione di supervisione del senato.